# Chris Tvedt
Chris Tvedt (ur. 3 sierpnia 1954 w Bergen) – norweski adwokat i pisarz powieści kryminalnych.

## Życiorys
Na Uniwersytecie w Bergen studiował m.in. prawo i literaturoznawstwo. Od 1988 prowadził praktykę adwokacką. W 2005 zadebiutował, jako pisarz powieści kryminalnych, tworząc cykl o adwokacie Mikaelu Brennem. Pierwsza powieść cyklu – Uzasadniona wątpliwość (Rimelig tvil), została dobrze przyjęta przez krytykę. W 2010 otrzymał Nagrodę Rivertona za powieść Krąg śmierci (Dødens sirkel).

## Powieści
Cykl z Mikaelem Brenne:
- Rimelig tvil (Uzasadniona wątpliwość, 2005),
- Fare for gjentakelse (Na własną rękę, 2007),
- Skjellig grunn til mistanke (W mroku tajemnic, 2009),
- Rottejegeren (Łowca szczurów, 2009),
- Dødens sirkel (Krąg śmierci, 2010),
- Av jord er du kommet (2012),
- Den blinde guden (2013),
- Djevelens barn (2014).